# Rosacée (pathologie)
 (novembre 2019).
 Mise en garde médicale
La rosacée, connue aussi sous le nom de couperose, est une maladie cutanée incurable au départ bénigne qui se manifeste par des rougeurs chroniques au niveau du nez, des joues, parfois aussi au niveau du menton et du front. Ces symptômes s'accompagnent d'une sensation de picotement, notamment au niveau des yeux. De petits vaisseaux sanguins, caractéristiques des varicosités sont souvent visibles dans les zones touchées associées à des télangiectasies.
La maladie est évolutive et peut provoquer des poussées de papules et de pustules, notamment en cas de stress ou de fatigue et, à un stade avancé, faire enfler le nez du sujet qui reste rouge et bosselé (rhinophyma). Lorsque la rosacée est à un stade plus avancé ou soumise à différents facteurs, elle peut aussi durement affecter la vie sociale du sujet qui en est atteint et un examen dermatologique est recommandé.
Cette maladie se distingue de l'érythrose faciale qui est un érythème diffus disparaissant à la vitropression.
Le terme couperose est aussi une ancienne dénomination de différents sulfates : ferreux, de zinc ou de cuivre.

## Mécanisme
On suppose une cause bactérienne, éventuellement associée à un terrain vulnérabilisant les systèmes de protection de la peau.
Lorsqu’un sujet atteint de rosacée est soumis à un facteur environnemental déclencheur (température, aliment particulier, émotion…), un phénomène vasculaire s’enclenche : la circulation sanguine augmente nettement dans les zones concernées. Certains facteurs irritants entraînent une accumulation de liquide importante et provoquent une enflure et un dysfonctionnement local chronique du système lymphatique. L’exposition au soleil, au froid ou au vent peut endommager ce même système lymphatique en causant une dégénérescence de l’élastine. La réaction inflammatoire provoque des papules et des pustules. Des vaisseaux sanguins dilatés (télangiectasies) peuvent apparaître à la surface de l’épiderme et sont le symptôme d’un état avancé de la maladie.
La rosacée peut s’accompagner d’affections cutanées telles que la parakératose séborrhéïque, l’eczéma ou le psoriasis.
Le rôle supposé de deux très petits acariens, qui se nourrissent de résidus de peau et de sébum, les demodex (Demodex folliculorum et Demodex brevis chez l’Homme), a été évoqué, car ceux-ci semblent être présents en quantité anormalement élevée dans l’épiderme des personnes atteintes de rosacée. Ils sont soupçonnés de jouer un rôle dans cette maladie, à moins qu’ils n’en soient que le symptôme d’un déséquilibre.
La cathélicidine, une protéine dont le taux est élevé en cas de rosacée, pourrait activer un processus inflammatoire intervenant dans sa genèse.
Dès 2015, des chercheurs de la faculté de médecine de l’université Stanford en collaboration avec l’entreprise américaine 23&me (spécialisée dans les tests ADN grand public) ont démontré que la rosacée était d’origine génétique et qu’elle était associée à des mutations dans deux régions du génome. Les recherches anglo-saxonnes vont dans ce sens.

## Épidémiologie

### Populations concernées
Cette affection frappe les populations originaires du nord de l'Europe et tout particulièrement les Gallois, les Irlandais, les Écossais, les Bretons, les Anglais ou encore les Scandinaves — on parle parfois de « malédiction de Celtes » — les Flamands, les Baltes, les Russes… Même si le fait est rare, la rosacée peut aussi toucher les Africains et les Asiatiques. La rosacée toucherait 45 millions de personnes dans le monde. La prévalence est d'environ 15 % chez la femme adulte et de 5 % chez l'homme.
Le diagnostic est parfois fait à partir de l'âge de trente ans, plus souvent entre quarante et cinquante ans. Il est rarissime que la rosacée soit diagnostiquée avant l'âge de vingt ans.
Bien que les femmes soient plus touchées, les manifestations de la rosacée prennent généralement leur forme la plus aiguë chez les hommes.

### Facteurs favorisants
Les facteurs ci-après dépendent des patients qui ne sont pas tous également sensibles aux mêmes choses :
- le dérèglement du système immunitaire concernant la peau ;
- l'« hyperréactivité » des vaisseaux sanguins du visage qui se dilatent de façon excessive ;
- la réaction anormale de la peau au soleil.

« Contrairement à la croyance populaire, l’alcoolisme n’est pas à l’origine de la rosacée, bien que la consommation d’alcool même modérée puisse l’aggraver. »
Selon le chercheur Kevin Kavanagh de l’université nationale d’Irlande, des acariens de type Demodex folliculorum qui se nourrissent de sébum et colonisent le visage dès la puberté peuvent être liés à la présence de rosacée, notamment lors de périodes de stress. La présence de cet acarien serait donc plus un accélérateur du phénomène que la cause réelle.

## Sous-types de rosacée

Zones touchées par la rosacée.

Tous les sujets atteints de rosacée n'ont pas les mêmes symptômes. Cette maladie n'étant sérieusement étudiée que depuis relativement peu de temps, la recherche n'est pas catégorique quant au fait qu'il s'agisse bel et bien d'une seule et même maladie dans tous les cas. On distingue toutefois quatre sous-types de rosacée :
- la rosacée érythèmatotélangiectasique : rougeurs ponctuelles ou persistantes, apparition de vaisseaux sanguins à la surface de la peau, ce qui va parfois jusqu'à l’enflure et une sensation de brûlure ou d’échauffement ;
- la rosacée papulopustulaire : la peau du visage, généralement rougeaude, est envahie de papules ou de pustules qui font penser à de l’acné (mais sans points noirs) et qu'accompagnent de désagréables sensations de démangeaison et d'échauffement ;
- avec la rosacée phymateuse, l'épiderme s'épaissit, le plus souvent au niveau du nez ;
- la rosacée oculaire irrite les yeux et leur donne une apparence larmoyante ou injectée de sang. Dans les cas les plus graves, il peut en résulter des dommages à la cornée voire une perte de la vue.

## Conséquences
La rosacée est d'autant plus mal vécue par le sujet qu'elle est mal étudiée et mal connue des médecins non-spécialistes qui prescrivent souvent de simples savons antibactériens, pensant être en présence d'un défaut d'hygiène ou d'un problème d'alcoolisme. Un sondage[Lequel ?] démontre d'ailleurs que 50 % des personnes atteintes de rosacée se lavent exclusivement le visage à l'eau claire, par crainte des symptômes que pourraient exacerber d'autres types de soins.
Des études canadiennes[Lesquelles ?] (avec les États-Unis, le Canada est sans doute le pays où la rosacée est le mieux étudiée actuellement) semblent démontrer que les poussées de rosacée multiplient l'absentéisme professionnel et diminuent la vie sociale et l'estime de soi de ceux qui en sont victimes.
Par ailleurs il semblerait qu'il y ait une forte corrélation entre érythrophobie (peur de rougir) et rosacée. Autrement dit la rosacée peut dans certains cas déclencher l'érythrophobie et donc accentuer encore plus l'intensité des rougissements.[réf. souhaitée]

## Traitements et recherche
(décembre 2016).
Améliorez-le ou discutez des points à vérifier. 
Il n'existe pas de traitement curatif de cette maladie. Cependant, les traitements actuels permettent d'en améliorer les symptômes.

### Hygiène
Le sujet a souvent l'impression que se laver le visage peut provoquer des crises d'éruptions cutanée mais c'est un cercle vicieux car le manque d'hygiène provoque mécaniquement les attaques bactériennes auxquelles la peau couperosée est particulièrement sensible. Il faut donc se laver le visage fréquemment mais en évitant que ce soin ne provoque un dessèchement de la peau car un tel dessèchement provoquera des rougeurs.
Bien que la confusion soit possible, les papules et les pustules provoquées par la rosacée n'ont rien à voir avec l'acné ; il n'y a ni peau graisseuse (séborrhée) ni poussée de comédons. Les produits contre l'acné sont donc totalement inadaptés dans le cas de la rosacée et peuvent même exacerber ses symptômes.

### Hydratation
Les produits hydratants remplissent très bien leur rôle et il est important d'en utiliser après s'être lavé le visage. La rosacée cause en effet un dessèchement de l'épiderme, ce qui réduit la résistance de la peau aux agressions.
Les crèmes hydratantes doivent être à base d'eau, prévues pour une longue durée, sans lanoline, sans parfum, sans parabène et de préférence non comédogène.

### Traitement médicamenteux
Des crèmes antibiotiques (notamment à base de métronidazole, comme la crème Rozex ou les produits tels que MetroGel, MetroCrème et MetroLotion) peuvent être prescrites. Des antibiotiques oraux, la métronidazole ou la doxycycline ont une efficacité démontrée mais leur utilisation prolongée est déconseillée. Il semble que ce sont les propriétés anti-oxydantes et anti-inflammatoires de ces antibiotiques et non pas leur activité antibactérienne qui soient en jeu,.
Des stéroïdes topiques peuvent avoir un effet à court terme mais à long terme, ils ont une tendance à aggraver les symptômes de la couperose. Ils ne doivent pas être utilisés dans cette indication.
Certains dermatologues peuvent prescrire l'utilisation de bêta-bloquants, ces derniers pouvant permettre de ralentir le rythme cardiaque et de mieux gérer le stress, facteur d'accélération des rougissements dans la maladie.[réf. nécessaire]
Une crème à l'ivermectine prescrite par des dermatologues freine le développement de la maladie.

### Lasers
Un traitement au laser (non remboursé par la Sécurité sociale en France) permet de dévasculariser l'épiderme du patient pendant quelques années (2 à 3 années). La longueur d'onde permet de cibler les globules rouges, permettant de détruire les vaisseaux superficiels. Cette méthode est très efficace mais elle doit être répétée régulièrement et reste relativement onéreuse. D'autres longueurs d'onde sont utilisées,, ciblant l'hémoglobine ou la mélanine et l'oxyhémoglobine.